# 瓦列里·普斯托沃伊堅科
瓦列里·帕夫洛维奇·普斯托沃伊坚科（羅馬化：Valerii Pavlovych Pustovoitenko；1947年2月23日—），烏克蘭政治人物，1997年7月16日至1999年10月30日任乌克兰总理，亦為時任人民民主党领袖。
普斯托沃伊坚科生于乌克兰尼古拉耶夫州別列贊卡城。1975年毕业于第聂伯罗彼得罗夫斯克工程建筑学院，曾任建筑工程师、工程经理、第聂伯罗彼得罗夫斯克市执委会主席。1993年起任内阁政府部长，1997年7月16日被库奇马总统任命为乌克兰政府总理。

## 荣誉

### 外国勋章奖章
- 恩里克王子大十字勋章（葡萄牙語：Ordem do Infante D. Henrique）（葡萄牙，1998年4月16日公布[1]）